# Thomas Geier
Thomas Geier (* 24. Dezember 1968 in Essen) ist ein deutscher Erziehungswissenschaftler, Musiker und DJ.

## Leben
Thomas Geier ist promovierter und habilitierter Erziehungswissenschaftler und seit 2019 Akademischer Rat an der TU Dortmund. Zwischen 2014 und 2016 hat er die Professur für Interkulturelle Bildung an der Pädagogischen Hochschule Karlsruhe vertreten. Seit 2016 leitet er das von der DFG (Deutsche Forschungsgemeinschaft) finanzierte erziehungswissenschaftliche Projekt zur „Pädagogik der Gülen-Bewegung“. 2017 war er Research Fellow am Forschungskolleg Humanwissenschaften der Goethe-Universität in Bad Homburg. Anschließend vertrat er von 2018 bis 2019 die Professur für Allgemeine Erziehungswissenschaft, Schwerpunkt: Migration und Erziehung, an der Goethe-Universität Frankfurt/Main.[ Er lebt in Berlin und Essen.
Thomas Geier wurde bereits vor seiner wissenschaftlichen Tätigkeit als Schlagzeuger der in Essen gegründeten Band Die Regierung bekannt, die vielen als Vorläufer und Bezugspunkt der Hamburger Schule gilt. Nach Auflösung der Band 1994 gründete er gemeinsam mit anderen den überregional bekannten und erfolgreichen Houseclub Rote Liebe, in dem viele internationale DJs u. a. George Morel, Josh Wink, John Acquaviva, DJ Sneak u. v. m. auflegten und er selbst Resident-DJ war. Im Jahr 2006 trat er gemeinsam mit den beiden Musikern Yoshino und DDFM wieder als Schlagzeuger und nun auch Sänger der Band Festland mit dem Album „An Euren Fenstern wachsen Blumen“ (ZZ 2013) in Erscheinung. Auch der zweite Tonträger „Welt verbrennt“ (ZZ 2027) erschien 2010 beim Hamburger Label Zick Zack von Alfred Hilsberg. Das Trio vertont Texte des Düsseldorfer Malers Fabian Weinecke.
Er ist Mitglied des Rats für Migration.

## Publikationen (Auswahl)
- Interkultureller Unterricht, VS-Verlag, Wiesbaden 2011 (zugl. Dissertation), ISBN 978-3-531-18013-7
- mit Löw, Martina: Einführung in die Soziologie der Bildung und Erziehung, Verlag Barbara Budrich (UTB), Opladen 2014, ISBN 978-3-8252-8494-7

- hg. mit Albus, Vanessa und Frank, Magnus: Sprachliche Bildung im Philosophieunterricht, LiT-Verlag, Münster, Berlin u. a. 2017, ISBN 978-3-643-12940-6
- hg. mit Pollmanns, Marion: Was ist Unterricht? Zur Konstitution einer pädagogischen Form, VS-Verlag, Wiesbaden 2016, ISBN 978-3-658-07177-6
- hg. mit Zaborowski, Katrin U.: Migration: Auflösungen und Grenzziehungen. Perspektiven einer erziehungswissenschaftlichen Migrationsforschung, VS-Verlag, Wiesbaden 2016, ISBN 978-3-658-03808-3

## Nachweise
1. ↑  https://www.fk12.tu-dortmund.de/cms/IADS/de/home/Personen/Akademische-Raete/Thomas_-Geier.html
2. ↑  http://www.zsb.uni-halle.de/forschungsprojekte/die_paedagogik_der__guelen-bewegun/
3. ↑  http://www.forschungskolleg-humanwissenschaften.de/index.php/fellows/fellows-2017/141?view=item
4. ↑  http://www.uni-frankfurt.de/74651962/Geier/ Uni Frankfurt]
5. 1 2  Ruhrbarone.de (16. März 2015): Die Regierung – heute so wichtig wie immer
6. ↑  Hamburger Abendblatt: Die Hamburger Schule hinten im Schrank
7. ↑  Thomas Geier: Die Rote Liebe und die Techno-Szene in den 1990er Jahren, in: Techno: ein Blick zurück in die Zukunft, S. 58ff. ISBN 978-3-933060-32-7
8. ↑  https://rat-fuer-migration.de/mitglieder/

| Personendaten    | Personendaten                                       |
| ---------------- | --------------------------------------------------- |
| NAME             | Geier, Thomas                                       |
| KURZBESCHREIBUNG | deutscher Erziehungswissenschaftler, Musiker und DJ |
| GEBURTSDATUM     | 24. Dezember 1968                                   |
| GEBURTSORT       | Essen                                               |